# Gagnea tsutaensis
Gagnea tsutaensis är en tvåvingeart som beskrevs av Jaschhof 2001. Gagnea tsutaensis ingår i släktet Gagnea och familjen gallmyggor. Inga underarter finns listade i Catalogue of Life.